# هولاشوویتسه
هولاشوویتسه (به چکی: Holašovice) یک منطقهٔ مسکونی در جمهوری چک است که در یانکوف واقع شده‌است. هولاشوویتسه ۱۴۰ نفر جمعیت دارد.